# Dennis Appiah
Dennis Appiah (Toulouse, 9 de junio de 1992) es un futbolista francés que juega de defensa en el A. S. Saint-Étienne de la Ligue 2.

## Trayectoria
Appiah comenzó su carrera deportiva en el A. S. Mónaco, equipo que abandonó en 2013, después de no tener muchas oportunidades en el equipo monegasco, para fichar por el S. M. Caen, de la Ligue 2, equipo con el que ascendió a Ligue 1 en la temporada 2013-14.

### Anderlecht
En 2016 abandonó la liga francesa para jugar en el R. S. C. Anderlecht de la Primera División de Bélgica, donde consiguió su primer título como profesional, la Supercopa de Bélgica, en 2017.

### Regreso a Francia
En 2019 regresó a la Ligue 1 tras fichar por el F. C. Nantes. Con este equipo disputó más de cien partidos y ganó la Copa de Francia en 2022 antes de marcharse al A. S. Saint-Étienne en enero de 2023.

## Selección nacional
Appiah fue internacional sub-16, sub-17, sub-18, sub-19 y sub-20 con la selección de fútbol de Francia.

## Clubes
| Club                | País    | Año       |
| ------------------- | ------- | --------- |
| A. S. Monaco        | Francia | 2010-2013 |
| S. M. Caen          | Francia | 2013-2016 |
| R. S. C. Anderlecht | Bélgica | 2016-2019 |
| F. C. Nantes        | Francia | 2019-2023 |
| A. S. Saint-Étienne | Francia | 2023-     |

## Palmarés

### Títulos nacionales
| Título               | Club                | País    | Año  |
| -------------------- | ------------------- | ------- | ---- |
| Supercopa de Bélgica | R. S. C. Anderlecht | Bélgica | 2017 |
| Copa de Francia      | F. C. Nantes        | Francia | 2022 |